# Lengguru
Lengguru est un massif montagneux karstique situé en Indonésie dans la province de Papouasie occidentale. Il fait environ 35 000 km2 et est recouvert par une forêt primaire. Région inhospitalière d'Indonésie, il s'agit de l'une des dernières zones inexplorées de la planète. À l'exception de quelques villages près de la mer, le massif est vierge de toute présence humaine. Ce n'est que depuis les années 2010 que des expéditions scientifiques (au nombre de trois en 2018) y ont été menées. Elles ont permis de mettre au jour une biodiversité exceptionnelle, avec de nombreuses espèces endémiques. On y compte par exemple entre 150 et 200 espèces d'oiseaux par km2.

## Géologie
Le massif s'est formé à partir de la fin du Miocène (-10 Ma) par un phénomène de prisme d'accrétion, provoqué par la subduction de la plaque australienne sous la plaque pacifique, qui a remonté des sédiments marins datant du Mésozoïque. Lengguru est une chaîne de montagnes karstiques de faible altitude (moins de 1 000 m en moyenne), dont les sommets, séparés par des vallées profondes et endoréiques, culminent entre 900 m et 1 500 m.
Le massif aurait joué le rôle de pont biologique entre la Nouvelle-Guinée et la péninsule de Doberai, avant de s'ériger en barrière naturelle avec sa surrection, qui atteignait plusieurs centimètres par an.